# Centre Mèdic Barzilai

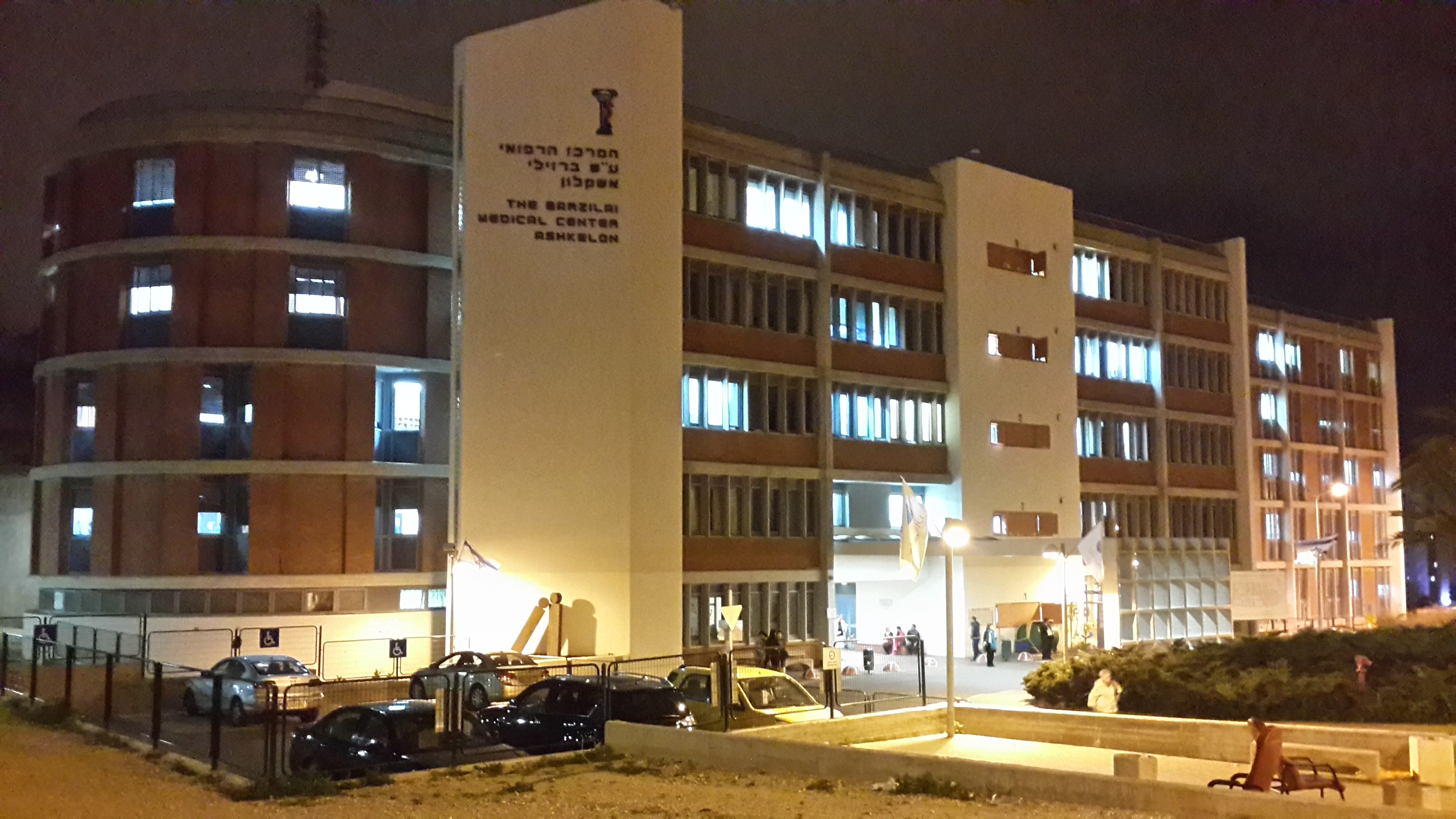
Centre Mèdic Barzilai de nit.

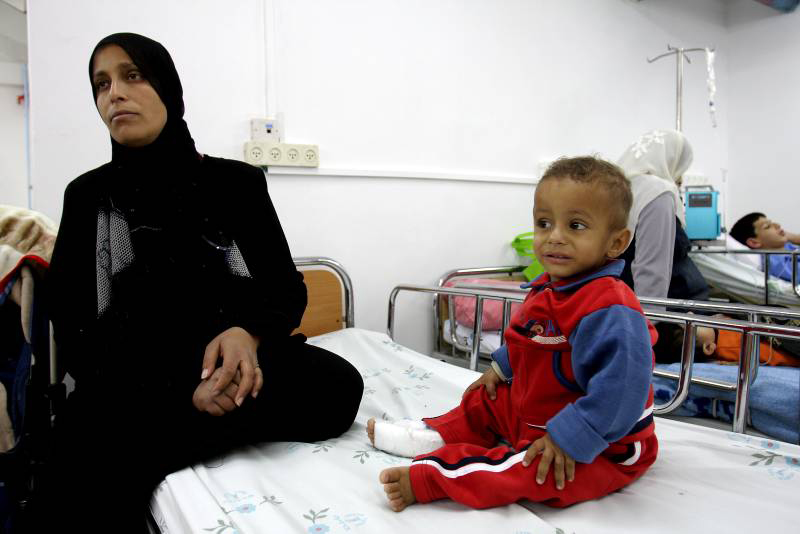
Famílies palestines a l'Hospital Barzilai d'Ascaló.

El Centre Mèdic Barzilai (en hebreu: מרכז רפואי ברזילי, Merkaz Refui Barzilai) és un hospital amb una capacitat de 617 llits, que es troba en la ciutat d'Ascaló, en el Districte del Sud d'Israel.

## Missió
L'hospital serveix a una població de 500.000 persones, incloent a un gran nombre d'immigrants russos i etíops, el centre rep a més de 100.000 persones a l'any. L'hospital es troba a només 6 milles de la Franja de Gaza i ha estat l'objectiu de nombrosos atacs amb coets Grad i Qassam. De vegades ha arribat a haver-hi fins a 140 atacs en un sol cap de setmana. El centre té un paper vital en el tractament dels soldats ferits i de les víctimes dels atacs terroristes.

## Història
El centre mèdic va obrir en el juliol de 1961 i va ser inicialment anomenat l'Hospital d'Ascaló. Una part del indret a on va ser construït l'edifici, havia estat anteriorment una mesquita del segle xi de Hussein ibn Alí i un centre de pelegrinatge musulmà. Aquell indret va ser destruït per l'Exèrcit israelià en 1950.
La construcció de l'hospital va ser finançada pel Ministeri de Salut d'Israel amb l'ajuda de la federació sionista sud-africana, el municipi d'Ascaló i l'organització Mifal HaPais, la loteria nacional d'Israel. L'edifici va ser dissenyat per l'arquitecte David Anatol Brutzkus, cobrint una area de 8.000 metres quadrats. En 1971 l'hospital va ser anomenat en honor del Ministre de Salut, Yisrael Barzilai, que havia posat la pedra angular de l'edifici a principis dels anys 60 i que havia mort en l'any anterior.

## Protestes d'agost de 2015
En el mes d'agost de 2015 diverses protestes van tenir lloc en l'exterior del centre mèdic Barzilai després que Mohamed Allan, un presoner palestí en vaga de fam, va ser traslladat a l'hospital. El seu trasllat va arribar poc després de la aprovació d'una nova llei de la Kenésset que permetia alimentar per la força als presoners quan les seves vides estaven en perill. De totes maneres, els doctors de l'hospital es van negar a alimentar per la força a Allan i el pres va ser alliberat poc després. Els plans per a construir una nova sala d'emergència, a prova de míssils i coets per a l'hospital, han estat obstaculitzats per les protestes dels jueus ultraortodoxos, aquestes protestes han estat provocades pel descobriment de restes humanes en un antic cementiri que va ser desenterrat durant les activitats de construcció de l'edifici.